# Brainstorm of Emptyness
Brainstorm of Emptyness is het tweede muziekalbum van de Italiaanse muziekgroep Moongarden.
Het is opgenomen in Rovereto van april tot en met september 1995. Bij dit album lijkt het erop dat er een echte band ontstaat rondom Cremoni en Roversi, maar het zou vijf jaar duren voordat er een opvolger kwam. Het album is opgedragen aan Andy Latimer van Camel.

## Musici
- David Cremoni – gitaar
- Cristiano Roversi – basgitaar, keyboards
- Dimitri Sardini – slaggitaar
- Massimiliano Sorrentini – slagwerk, percussie
- Riccardo Tonco – zang met
- Marco Olivotto – aanvullende instrumenten.

## Composities
Muziek van Roversi, teksten van Tonco
1. Sea Memories (11:26)
  1. Up right ad still
  2. The seashore race
2. Who's Wrong? (9:47)
3. Sonya In Search Of The Moon: Silver Tears (1:26)
4. Gun Child (8:29)
  1. Bang! You’re dead
  2. The law of the street
  3. CRRT-tv
5. Is He Mommy's Little Monster? (3:39)
6. Sonya In Search Of The Moon: Alone In The Nightfield (3:17)
7. Chrome Heart (9:30)
8. Sonya In Search Of The Moon: The Search (1:54)
9. Sherylin's Mistake (8:54)
  1. The curse
  2. The addicts armless advace
10. Sonya In Search Of The Moon: Moonman Return (8:13)
11. The Losing Dawn (5:02)

De muziek van Is He Mommy’s Little Monster is een bewerking van muziek van Sergej Rachmaninov.